# Mount Darling
Mount Darling är ett berg i Antarktis. Det ligger i Västantarktis. Inget land gör anspråk på området. Toppen på Mount Darling är 1 003 meter över havet, eller 204 meter över den omgivande terrängen. Bredden vid basen är 3,0 km.
Terrängen runt Mount Darling är platt västerut, men österut är den kuperad. Trakten är obefolkad. Det finns inga samhällen i närheten. 